# Mistrovství světa v orientačním běhu 2016
33. Mistrovství světa v orientačním běhu proběhlo ve dnech 20.–27. srpna 2016. Mistrovství světa hostilo Švédsko. Hlavním centrem bylo přístavní městečko Strömstad, ležící na západě státu v kraji Västra Götaland County.
Česká televize připravila ze závodu 71 minutovou reportáž.
Závodů se zúčastnilo celkem 327 závodníků (180 mužů a 147 žen) z 47 zemí.

## Program závodů
Program Mistrovství světa byl zveřejněn v souladu s Pravidly IOF v Bulletinu číslo dva:
| Den       | Závod       | Centrum závodu |
| --------- | ----------- | -------------- |
| 20. srpen | Sprint      | Strömstad      |
| 21. srpen | Mix štafety | Strömstad      |
| 23. srpen | Middle      | Tanum          |
| 25. srpen | Long        | Strömstad      |
| 27. srpen | Štafety     | Strömstad      |

## Závod ve sprintu

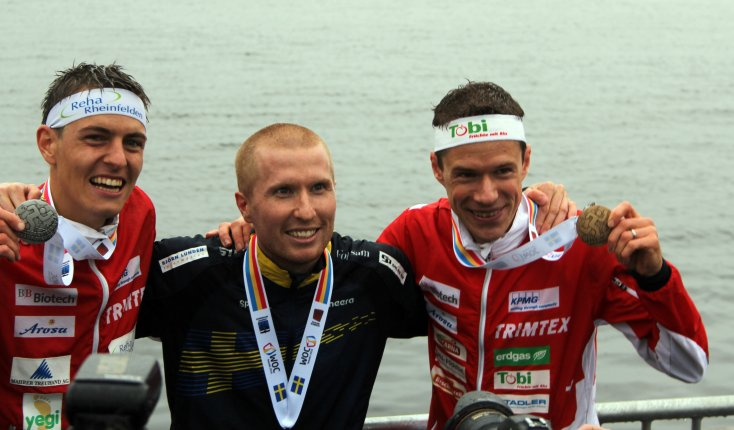

### Výsledky sprintu
| Muži                                                                                        | Muži                                                                                        | Muži                                                                                        | Muži                                                                                        | Muži                                                                                        | Ženy                                                                                        | Ženy                                                                                        | Ženy                                                                                        | Ženy                                                                                        | Ženy                                                                                        |
| ------------------------------------------------------------------------------------------- | ------------------------------------------------------------------------------------------- | ------------------------------------------------------------------------------------------- | ------------------------------------------------------------------------------------------- | ------------------------------------------------------------------------------------------- | ------------------------------------------------------------------------------------------- | ------------------------------------------------------------------------------------------- | ------------------------------------------------------------------------------------------- | ------------------------------------------------------------------------------------------- | ------------------------------------------------------------------------------------------- |
| - Traťové parametry: 4,1 km, 22 kontrol, 100 m převýšení. - Mapa: Strömstad 1:4 000 E= 2,0m | - Traťové parametry: 4,1 km, 22 kontrol, 100 m převýšení. - Mapa: Strömstad 1:4 000 E= 2,0m | - Traťové parametry: 4,1 km, 22 kontrol, 100 m převýšení. - Mapa: Strömstad 1:4 000 E= 2,0m | - Traťové parametry: 4,1 km, 22 kontrol, 100 m převýšení. - Mapa: Strömstad 1:4 000 E= 2,0m | - Traťové parametry: 4,1 km, 22 kontrol, 100 m převýšení. - Mapa: Strömstad 1:4 000 E= 2,0m | - Traťové parametry: 3,65 km, 20 kontrol, 80 m převýšení. - Mapa: Strömstad 1:4 000 E= 2,0m | - Traťové parametry: 3,65 km, 20 kontrol, 80 m převýšení. - Mapa: Strömstad 1:4 000 E= 2,0m | - Traťové parametry: 3,65 km, 20 kontrol, 80 m převýšení. - Mapa: Strömstad 1:4 000 E= 2,0m | - Traťové parametry: 3,65 km, 20 kontrol, 80 m převýšení. - Mapa: Strömstad 1:4 000 E= 2,0m | - Traťové parametry: 3,65 km, 20 kontrol, 80 m převýšení. - Mapa: Strömstad 1:4 000 E= 2,0m |
| Umístění                                                                                    | Země                                                                                        | Jméno                                                                                       | Čas                                                                                         | Ztráta                                                                                      | Umístění                                                                                    | Země                                                                                        | Jméno                                                                                       | Čas                                                                                         | Ztráta                                                                                      |
|                                                                                             | Švédsko                                                                                     | Jerker Lysell                                                                               | 0:14:28                                                                                     |                                                                                             |                                                                                             | Dánsko                                                                                      | Maja Almová                                                                                 | 0:14:27                                                                                     |                                                                                             |
|                                                                                             | Švýcarsko                                                                                   | Matthias Kyburz                                                                             | 0:14:31                                                                                     | + 0:00:03                                                                                   |                                                                                             | Švýcarsko                                                                                   | Judith Wyderová                                                                             | 0:14:53                                                                                     | + 0:00:26                                                                                   |
|                                                                                             | Švýcarsko                                                                                   | Daniel Hubmann                                                                              | 0:14:37                                                                                     | + 0:00:09                                                                                   |                                                                                             | Bělorusko                                                                                   | Anastasija Denisovová                                                                       | 0:15:10                                                                                     | + 0:00:43                                                                                   |
| 4                                                                                           | Spojené království                                                                          | Kristian Jones                                                                              | 0:14:47                                                                                     | + 0:00:19                                                                                   | 4                                                                                           | Rusko                                                                                       | Galina Vinogradovová                                                                        | 0:15:41                                                                                     | + 0:01:13                                                                                   |
| 5                                                                                           | Švédsko                                                                                     | Jonas Leandersson                                                                           | 0:14:50                                                                                     | + 0:00:22                                                                                   | 5                                                                                           | Švýcarsko                                                                                   | Rahel Friederichová                                                                         | 0:15:53                                                                                     | + 0:01:25                                                                                   |
| 6                                                                                           | Česko                                                                                       | Vojtěch Král                                                                                | 0:14:52                                                                                     | + 0:00:24                                                                                   | 6                                                                                           | Švýcarsko                                                                                   | Elena Roosová                                                                               | 0:15:54                                                                                     | + 0:01:26                                                                                   |
| Oficiální výsledky : muži a ženy                                                            |                                                                                             |                                                                                             |                                                                                             |                                                                                             |                                                                                             |                                                                                             |                                                                                             |                                                                                             |                                                                                             |

## Závod ve sprintu smíšených štafet

### Výsledky smíšeného štafetového závodu
| - Traťové parametry: 3,4 - 3,7km, 70-90 m převýšení, 14-17 kontrol - mapa: Strömstad 1 : 4000 E 2,0 m |                    |                                                                                                 |         |           |
| Umístění                                                                                              | Země               | Jméno                                                                                           | Čas     | Ztráta    |
| | Dánsko             | Cecilie Friberg Klysnerová Tue Lassen Søren Bobach Maja Almová                                  | 0:52:35 |           |
| | Švýcarsko          | Rahel Friederichová Florian Howald Martin Hubmann Judith Wyderová                               | 0:52:51 | + 0:00:16 |
| | Švédsko            | Lina Strandová Gustav Bergman Jonas Leandersson Helena Janssonová                               | 0:53:36 | + 0:01:01 |
| 4 | Spojené království | Charlotte Wardová Peter Hodkinson Kristian Jones Catherine Taylorová                            | 0:54:15 | + 0:01:40 |
| 5 | Norsko             | Silje Ekroll Jahrenová Eskil Kinneberg Øystein Kvaal Østerbø Anne Margrethe Hausken Nordbergová | 0:54:36 | + 0:02:01 |
| 6 | Česko              | Jana Knapová Miloš Nykodým Vojtěch Král Denisa Kosová                                           | 0:54:42 | + 0:02:07 |
| Oficiální výsledky : Mix race                                                                         |                    |                                                                                                 |         |           |

## Závod na krátké trati (Middle)

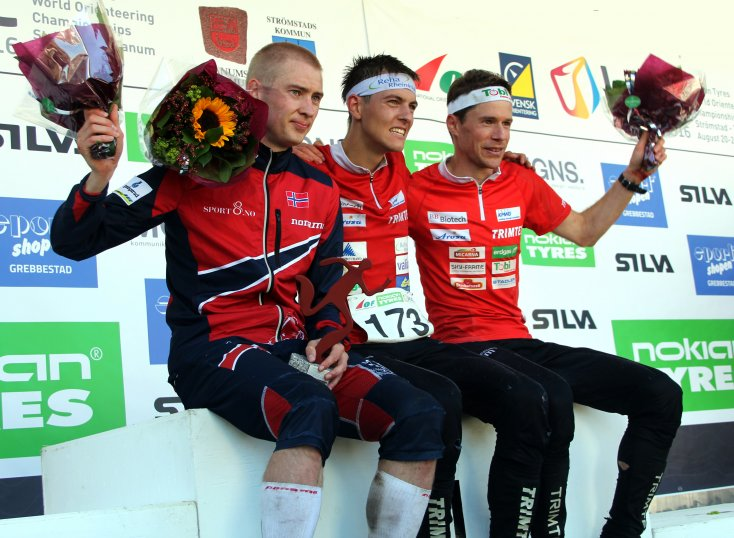
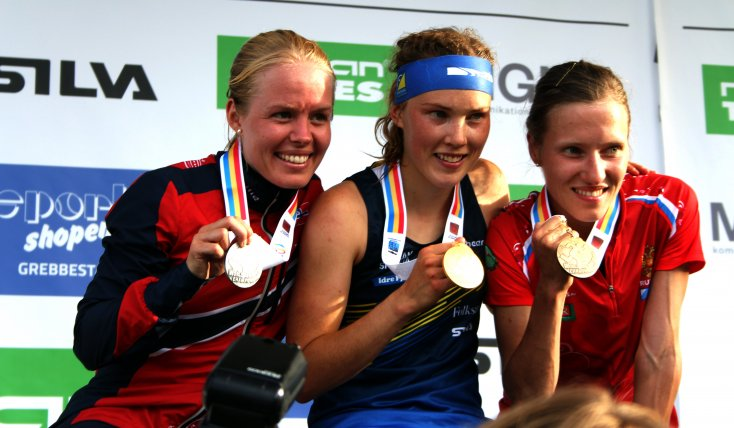

### Výsledky závodu na krátké trati (Middle)
| Muži                                                                                    | Muži                                                                                    | Muži                                                                                    | Muži                                                                                    | Muži                                                                                    | Ženy                                                                                    | Ženy                                                                                    | Ženy                                                                                    | Ženy                                                                                    | Ženy                                                                                    |
| --------------------------------------------------------------------------------------- | --------------------------------------------------------------------------------------- | --------------------------------------------------------------------------------------- | --------------------------------------------------------------------------------------- | --------------------------------------------------------------------------------------- | --------------------------------------------------------------------------------------- | --------------------------------------------------------------------------------------- | --------------------------------------------------------------------------------------- | --------------------------------------------------------------------------------------- | --------------------------------------------------------------------------------------- |
| - Traťové parametry: 6,3 km, 25 kontrol, 290 m převýšení. - Mapa: Tanum, 1:10 000 E= 5m | - Traťové parametry: 6,3 km, 25 kontrol, 290 m převýšení. - Mapa: Tanum, 1:10 000 E= 5m | - Traťové parametry: 6,3 km, 25 kontrol, 290 m převýšení. - Mapa: Tanum, 1:10 000 E= 5m | - Traťové parametry: 6,3 km, 25 kontrol, 290 m převýšení. - Mapa: Tanum, 1:10 000 E= 5m | - Traťové parametry: 6,3 km, 25 kontrol, 290 m převýšení. - Mapa: Tanum, 1:10 000 E= 5m | - Traťové parametry: 5,1 km, 21 kontrol, 220 m převýšení. - Mapa: Tanum, 1:10 000 E= 5m | - Traťové parametry: 5,1 km, 21 kontrol, 220 m převýšení. - Mapa: Tanum, 1:10 000 E= 5m | - Traťové parametry: 5,1 km, 21 kontrol, 220 m převýšení. - Mapa: Tanum, 1:10 000 E= 5m | - Traťové parametry: 5,1 km, 21 kontrol, 220 m převýšení. - Mapa: Tanum, 1:10 000 E= 5m | - Traťové parametry: 5,1 km, 21 kontrol, 220 m převýšení. - Mapa: Tanum, 1:10 000 E= 5m |
| Umístění                                                                                | Země                                                                                    | Jméno                                                                                   | Čas                                                                                     | Ztráta                                                                                  | Umístění                                                                                | Země                                                                                    | Jméno                                                                                   | Čas                                                                                     | Ztráta                                                                                  |
|                                                                                         | Švýcarsko                                                                               | Matthias Kyburz                                                                         | 0:37:09                                                                                 |                                                                                         |                                                                                         | Švédsko                                                                                 | Tove Alexanderssonová                                                                   | 0:33:57                                                                                 |                                                                                         |
|                                                                                         | Norsko                                                                                  | Olav Lundanes                                                                           | 0:37:23                                                                                 | + 0:00:14                                                                               |                                                                                         | Norsko                                                                                  | Heidi Bagstevoldová                                                                     | 0:34:32                                                                                 | + 0:00:35                                                                               |
|                                                                                         | Švýcarsko                                                                               | Daniel Hubmann                                                                          | 0:37:32                                                                                 | + 0:00:23                                                                               |                                                                                         | Rusko                                                                                   | Natalia Gemperleová                                                                     | 0:34:35                                                                                 | + 0:00:38                                                                               |
| 4                                                                                       | Francie                                                                                 | Thierry Gueorgiou                                                                       | 0:37:44                                                                                 | + 0:00:35                                                                               | 4                                                                                       | Kanada                                                                                  | Emily Kempová                                                                           | 0:34:50                                                                                 | + 0:00:53                                                                               |
| 5                                                                                       | Francie                                                                                 | Lucas Basset                                                                            | 0:37:51                                                                                 | + 0:00:42                                                                               | 5                                                                                       | Dánsko                                                                                  | Maja Almová                                                                             | 0:35:24                                                                                 | + 0:01:27                                                                               |
| 6                                                                                       | Norsko                                                                                  | Magne Dæhli                                                                             | 0:38:21                                                                                 | + 0:01:12                                                                               | 6                                                                                       | Finsko                                                                                  | Marika Teiniová                                                                         | 0:35:46                                                                                 | + 0:01:49                                                                               |
| Oficiální výsledky: muži a ženy                                                         |                                                                                         |                                                                                         |                                                                                         |                                                                                         |                                                                                         |                                                                                         |                                                                                         |                                                                                         |                                                                                         |

## Závod na klasické trati (Long)

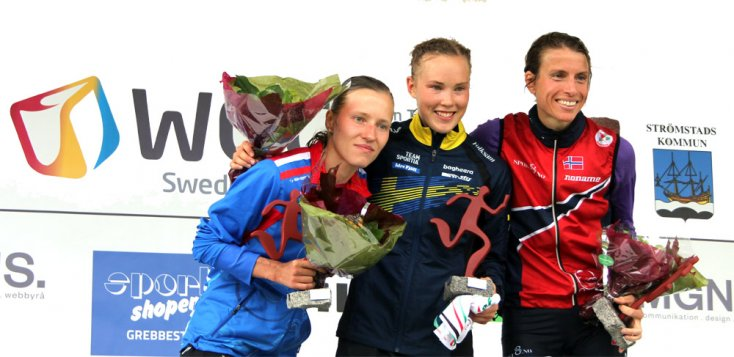

### Výsledky závodu na klasické trati (Long)
| Muži                                                                                              | Muži                                                                                              | Muži                                                                                              | Muži                                                                                              | Muži                                                                                              | Ženy                                                                                              | Ženy                                                                                              | Ženy                                                                                              | Ženy                                                                                              | Ženy                                                                                              |
| ------------------------------------------------------------------------------------------------- | ------------------------------------------------------------------------------------------------- | ------------------------------------------------------------------------------------------------- | ------------------------------------------------------------------------------------------------- | ------------------------------------------------------------------------------------------------- | ------------------------------------------------------------------------------------------------- | ------------------------------------------------------------------------------------------------- | ------------------------------------------------------------------------------------------------- | ------------------------------------------------------------------------------------------------- | ------------------------------------------------------------------------------------------------- |
| - Traťové parametry: 15,45 km, 30 kontrol, 640 m převýšení. - Mapa: Strömstad East 1:15 000 E= 5m | - Traťové parametry: 15,45 km, 30 kontrol, 640 m převýšení. - Mapa: Strömstad East 1:15 000 E= 5m | - Traťové parametry: 15,45 km, 30 kontrol, 640 m převýšení. - Mapa: Strömstad East 1:15 000 E= 5m | - Traťové parametry: 15,45 km, 30 kontrol, 640 m převýšení. - Mapa: Strömstad East 1:15 000 E= 5m | - Traťové parametry: 15,45 km, 30 kontrol, 640 m převýšení. - Mapa: Strömstad East 1:15 000 E= 5m | - Traťové parametry: 11,22 km, 18 kontrol, 480 m převýšení. - Mapa: Strömstad East 1:15 000 E= 5m | - Traťové parametry: 11,22 km, 18 kontrol, 480 m převýšení. - Mapa: Strömstad East 1:15 000 E= 5m | - Traťové parametry: 11,22 km, 18 kontrol, 480 m převýšení. - Mapa: Strömstad East 1:15 000 E= 5m | - Traťové parametry: 11,22 km, 18 kontrol, 480 m převýšení. - Mapa: Strömstad East 1:15 000 E= 5m | - Traťové parametry: 11,22 km, 18 kontrol, 480 m převýšení. - Mapa: Strömstad East 1:15 000 E= 5m |
| Umístění                                                                                          | Země                                                                                              | Jméno                                                                                             | Čas                                                                                               | Ztráta                                                                                            | Umístění                                                                                          | Země                                                                                              | Jméno                                                                                             | Čas                                                                                               | Ztráta                                                                                            |
|                                                                                                   | Norsko                                                                                            | Olav Lundanes                                                                                     | 1:33:27                                                                                           |                                                                                                   |                                                                                                   | Švédsko                                                                                           | Tove Alexanderssonová                                                                             | 1:26:24                                                                                           |                                                                                                   |
|                                                                                                   | Francie                                                                                           | Thierry Gueorgiou                                                                                 | 1:35:13                                                                                           | + 0:01:46                                                                                         |                                                                                                   | Rusko                                                                                             | Natalia Gemperleová                                                                               | 1:26:50                                                                                           | + 0:00:26                                                                                         |
|                                                                                                   | Švýcarsko                                                                                         | Daniel Hubmann                                                                                    | 1:35:32                                                                                           | + 0:02:05                                                                                         |                                                                                                   | Norsko                                                                                            | Anne Margrethe Hausken Nordbergová                                                                | 1:28:25                                                                                           | + 0:02:01                                                                                         |
| 4                                                                                                 | Francie                                                                                           | Lucas Basset                                                                                      | 1:39:16                                                                                           | + 0:05:49                                                                                         | 4                                                                                                 | Švýcarsko                                                                                         | Judith Wyderová                                                                                   | 1:28:43                                                                                           | + 0:02:19                                                                                         |
| 5                                                                                                 | Norsko                                                                                            | Carl Godager Kaas                                                                                 | 1:39:19                                                                                           | + 0:05:52                                                                                         | 5                                                                                                 | Finsko                                                                                            | Saila Kinniová                                                                                    | 1:34:14                                                                                           | + 0:07:50                                                                                         |
| 6                                                                                                 | Norsko                                                                                            | Magne Daehli                                                                                      | 1:39:33                                                                                           | + 0:06:06                                                                                         | 6                                                                                                 | Bělorusko                                                                                         | Anastasia Denisovová                                                                              | 1:34:22                                                                                           | + 0:07:58                                                                                         |
| Oficiální výsledky : muži a ženy                                                                  |                                                                                                   |                                                                                                   |                                                                                                   |                                                                                                   |                                                                                                   |                                                                                                   |                                                                                                   |                                                                                                   |                                                                                                   |

## Štafetový závod

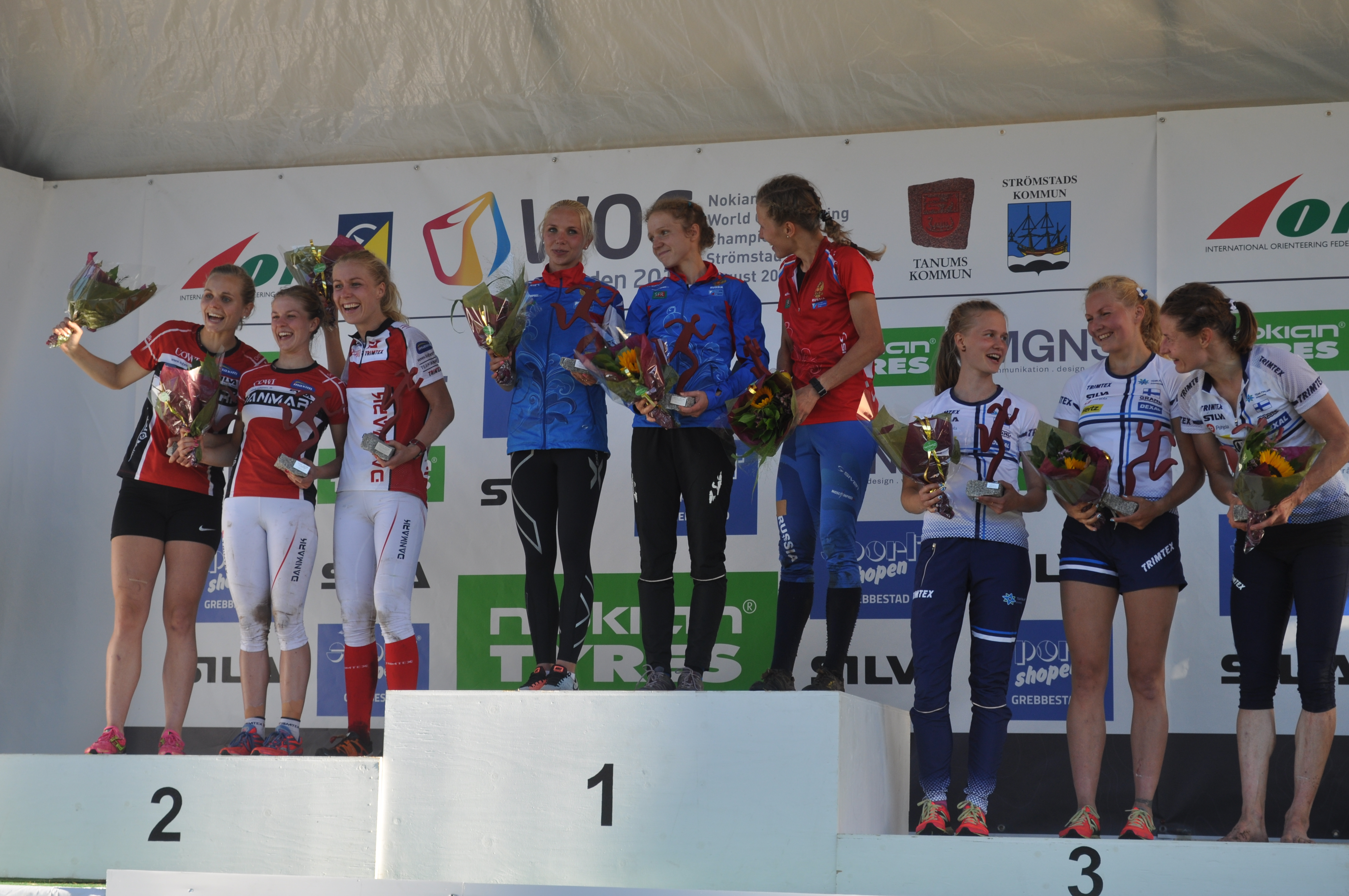
Stupně vítězů - ženy
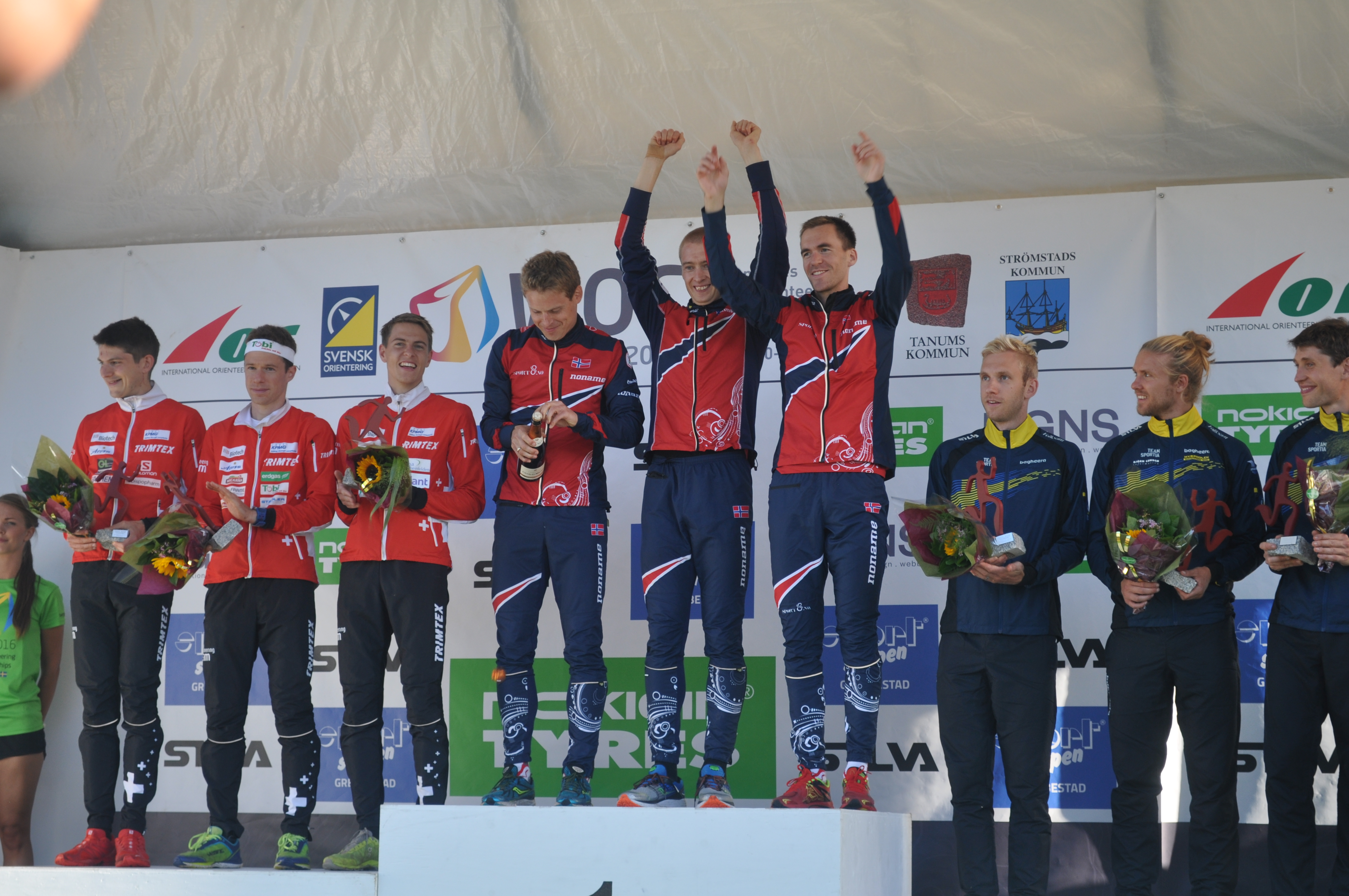
Stupně vítězů - muži

### Výsledky štafetového závodu
| Muži | Muži | Muži | Muži | Muži | Ženy                                                                                               | Ženy                                                                                               | Ženy                                                                                               | Ženy                                                                                               | Ženy                                                                                               |
| --- | --- | --- | --- | --- | -------------------------------------------------------------------------------------------------- | -------------------------------------------------------------------------------------------------- | -------------------------------------------------------------------------------------------------- | -------------------------------------------------------------------------------------------------- | -------------------------------------------------------------------------------------------------- |
| - Traťové parametry : 5,3 - 5,5km, 17 - 18 kontrol, 300 m převýšení - Mapa: Strömstad East 1:10 000 E= 5m | - Traťové parametry : 5,3 - 5,5km, 17 - 18 kontrol, 300 m převýšení - Mapa: Strömstad East 1:10 000 E= 5m | - Traťové parametry : 5,3 - 5,5km, 17 - 18 kontrol, 300 m převýšení - Mapa: Strömstad East 1:10 000 E= 5m | - Traťové parametry : 5,3 - 5,5km, 17 - 18 kontrol, 300 m převýšení - Mapa: Strömstad East 1:10 000 E= 5m | - Traťové parametry : 5,3 - 5,5km, 17 - 18 kontrol, 300 m převýšení - Mapa: Strömstad East 1:10 000 E= 5m | - Parametry : 4,5 - 4,7 km, 14 - 15 kontrol, 230 m převýšení - Mapa: Strömstad East 1:10 000 E= 5m | - Parametry : 4,5 - 4,7 km, 14 - 15 kontrol, 230 m převýšení - Mapa: Strömstad East 1:10 000 E= 5m | - Parametry : 4,5 - 4,7 km, 14 - 15 kontrol, 230 m převýšení - Mapa: Strömstad East 1:10 000 E= 5m | - Parametry : 4,5 - 4,7 km, 14 - 15 kontrol, 230 m převýšení - Mapa: Strömstad East 1:10 000 E= 5m | - Parametry : 4,5 - 4,7 km, 14 - 15 kontrol, 230 m převýšení - Mapa: Strömstad East 1:10 000 E= 5m |
| Umístění                                                                                                  | Země | Jméno | Čas | Ztráta | Umístění                                                                                           | Země                                                                                               | Jméno                                                                                              | Čas                                                                                                | Ztráta                                                                                             |
| | Norsko | Carl Godager Kaas Olav Lundanes Magne Daehli                                                              | 1:47:44                                                                                                   | | | Rusko                                                                                              | Anastasija Rudná Světlana Mironovová Natalija Gemperleová                                          | 1:48:21                                                                                            | |
| | Švýcarsko                                                                                                 | Fabian Hertner Daniel Hubmann Matthias Kyburz                                                             | 1:49:38                                                                                                   | + 0:01:54                                                                                                 | | Dánsko                                                                                             | Signe Klintingová Ida Bobachová Maja Almová                                                        | 1:48:53                                                                                            | + 0:00:32                                                                                          |
| | Švédsko                                                                                                   | Fredrik Bakkman Gustav Bergman William Lind                                                               | 1:52:23                                                                                                   | + 0:04:39                                                                                                 | | Finsko                                                                                             | Sari Anttonenová Marika Teiniová Merja Rantanenová                                                 | 1:49:41                                                                                            | + 0:01:20                                                                                          |
| 4 | Spojené království                                                                                        | Kristian Jones Hector Haines Ralph Street                                                                 | 1:53:29                                                                                                   | + 0:05:45                                                                                                 | 4                                                                                                  | Švýcarsko                                                                                          | Julia Grossová Sabine Hauswirthová Judith Wyderová                                                 | 1:50:56                                                                                            | + 0:02:35                                                                                          |
| 5 | Finsko | Miika Kirmula Fredric Portin Mikko Siren                                                                  | 1:53:44                                                                                                   | + 0:06:00                                                                                                 | 5                                                                                                  | Švédsko                                                                                            | Lina Strandová Emma Johanssonová Tove Alexanderssonová                                             | 1:51:13                                                                                            | + 0:02:52                                                                                          |
| 6 | Francie                                                                                                   | Lucas Basset Thierry Gueorgiou Frédéric Tranchand                                                         | 1:56:24                                                                                                   | + 0:08:40                                                                                                 | 6                                                                                                  | Norsko                                                                                             | Heidi Bagstevoldová Mari Fastingová Anne Margrethe Hausken Nordbergová                             | 1:53:42                                                                                            | + 0:05:21                                                                                          |
| Oficiální výsledky : muži a ženy                                                                          | | | | | | | | | |

## Medailová klasifikace podle zemí
Úplná medailová tabulka:
| Medailová klasifikace podle zemí | Medailová klasifikace podle zemí | Medailová klasifikace podle zemí | Medailová klasifikace podle zemí | Medailová klasifikace podle zemí | Medailová klasifikace podle zemí |
| Umístění                         | Země                             | Zlato                            | Stříbro                          | Bronz                            | Součet                           |
| -------------------------------- | -------------------------------- | -------------------------------- | -------------------------------- | -------------------------------- | -------------------------------- |
|                                  | Švédsko                          | 3                                | -                                | 2                                | 5                                |
|                                  | Norsko                           | 2                                | 2                                | 1                                | 5                                |
|                                  | Dánsko                           | 2                                | 1                                | -                                | 3                                |
| 4.                               | Švýcarsko                        | 1                                | 4                                | 3                                | 8                                |
| 5.                               | Rusko                            | 1                                | 1                                | 1                                | 3                                |
| 6.                               | Francie                          | -                                | 1                                | -                                | 1                                |
| 7.                               | Finsko                           | -                                | -                                | 1                                | 1                                |
| 7.                               | Bělorusko                        | -                                | -                                | 1                                | 1                                |

## Česká reprezentace na MS
Česko reprezentovalo 5 mužů a 5 žen pod vedením šéftrenéra Radka Novotného.
| Přehled umístění českých reprezentantů | Přehled umístění českých reprezentantů | Přehled umístění českých reprezentantů | Přehled umístění českých reprezentantů | Přehled umístění českých reprezentantů | Přehled umístění českých reprezentantů | Přehled umístění českých reprezentantů |
| Kategorie                              | Jméno                                  | Klasika                                | Krátká                                 | Sprint                                 | Štafety                                | Mix štafety                            |
| -------------------------------------- | -------------------------------------- | -------------------------------------- | -------------------------------------- | -------------------------------------- | -------------------------------------- | -------------------------------------- |
| Ženy                                   | Vendula Haldin                         | 30. místo                              | X                                      | X                                      | X                                      | X                                      |
| Ženy                                   | Adéla Indráková                        | X                                      | 35. místo                              | 25. místo                              | disk                                   | X                                      |
| Ženy                                   | Jana Knapová                           | 35. místo                              | X                                      | X                                      | X                                      | 6. místo                               |
| Ženy                                   | Denisa Kosová                          | X                                      | 20. místo                              | 20. místo                              | disk                                   | 6. místo                               |
| Ženy                                   | Dana Šafka Brožková                    | 17. místo                              | 27. místo                              | X                                      | disk                                   | X                                      |
| Muži                                   | Vojtěch Král                           | X                                      | 11. místo                              | 6. místo                               | 11. místo                              | 6. místo                               |
| Muži                                   | Pavel Kubát                            | 27. místo                              | X                                      | X                                      | X                                      | X                                      |
| Muži                                   | Miloš Nykodým                          | 14. místo                              | X                                      | 35. místo                              | X                                      | 6. místo                               |
| Muži                                   | Jan Procházka                          | X                                      | 20. místo                              | X                                      | 11. místo                              | X                                      |
| Muži                                   | Jan Šedivý                             | 12. místo                              | 17. místo                              | X                                      | 11. místo                              | X                                      |